# Saison 2015-2016 du Football Club de Grenoble rugby
Cette page présente la saison 2015-2016 du Football club de Grenoble rugby en Top 14 et en Challenge européen.

## La saison
Budget
Avec un budget de 21,73 millions d'euros, celui-ci est le 7e budget, sur 14, du Top 14.

### Pré-saison
Pour le compte de sa préparation d'avant-saison, l'effectif du FC Grenoble participe à un stage d'une dizaine de jours en Irlande. Il y joue deux rencontres amicales, face aux provinces du Connacht (victoire 19-52 au Galway Sportsground) et du Munster (victoire 29-38 à Thomond Park).

### Récit de la saison sportive

#### Journées 1 à 4 de Top 14
Le début de saison de Top 14 est marqué dans de nombreux clubs par l'absence des internationaux appelés à participer à la coupe du monde du 18 septembre au 31 octobre 2015. Le FC Grenoble est quant-à lui relativement épargné, ne comptant qu'un seul joueur retenu pour l'évènement (le pilier tongien Taumalolo). En revanche, il doit composer avec l'absence pour deux rencontres de son ouvreur Jonathan Wisniewski, meilleur buteur de Top 14 la saison précédente.
Le club joue sa première rencontre à domicile face au promu Agenais. Mené 12-13 à la pause, les locaux ne prennent définitivement l'avantage qu'après l'heure de jeu. En inscrivant 3 essais supplémentaires, menant leur total à 6, ils décrochent le bonus offensif pour leur première sortie. Lors de la deuxième journée, Grenoble se déplace à Clermont-Ferrand pour défier le double finaliste de Champion's Cup et Top 14. Les rouges et bleus ne font vraiment illusion qu'une mi-temps et repartent sans ramener le moindre point de bonus. La journée suivante voit le FC Grenoble recevoir l'autre promu, Pau. Pouvant de nouveau compter sur sa charnière McLeod-Wisniewski, les Grenoblois dominent leurs visiteurs sans grande difficulté et s'imposent 41-15 en empochant le bonus offensif. Lors de la 4e journée de championnat, Grenoble se déplace à Colombes pour y affronter le Racing 92. Contre son ancien club, Wisniewski inscrit 9 points qui ne se révèleront pas suffisants pour permettre aux siens de s'imposer. Le FCG s'incline sans point de bonus et termine le premier bloc de 4 matchs avant la trêve imposée par la coupe du monde à la 6e place du classement.

## Calendrier et résultats[1]

### Matchs amicaux
- Connacht  - FC Grenoble : 19-52
- Munster  - FC Grenoble : 29-38

### Top 14
| | |
| - FC Grenoble - SU Agen : 38-23 BO - ASM Clermont - FC Grenoble : 25-6 - FC Grenoble - Section paloise : 41-15 BO - Racing 92 - FC Grenoble : 23-14 - FC Grenoble - Montpellier HR : 19-30 - Castres olympique - FC Grenoble : 23-31 - FC Grenoble - RC Toulon : 33-29 - Stade toulousain - FC Grenoble : 52-12 - FC Grenoble - Stade français : 19-21 BD - Stade rochelais - FC Grenoble : 33-16 - Union Bordeaux Bègles - FC Grenoble : 25-19 - FC Grenoble - US Oyonnax : 42-17 BO - FC Grenoble - CA Brive : 26-22 | - SU Agen - FC Grenoble : 27-33 - FC Grenoble - ASM Clermont : 12-45 - Section paloise - FC Grenoble : 29-12 - FC Grenoble - Racing 92 : 35-39 BD - Montpellier HR - FC Grenoble : 51-10 - FC Grenoble - Castres olympique : 28-33 BD - RC Toulon - FC Grenoble : 38-8 - FC Grenoble - Stade toulousain : 14-53 - Stade français - FC Grenoble : 18-33 - FC Grenoble - Stade rochelais : 39-23 BO - FC Grenoble - Union Bordeaux Bègles : 14-20 - US Oyonnax - FC Grenoble : 20-27 - CA Brive - FC Grenoble : 45-24 |

| Rang | Club                   | J  | V  | N | D  | Em | Ee | Bo | Bd | Pm  | Pe  | Diff | Pts |
| ---- | ---------------------- | -- | -- | - | -- | -- | -- | -- | -- | --- | --- | ---- | --- |
| 1    | ASM Clermont           | 26 | 18 | 1 | 7  | 75 | 31 | 10 | 4  | 735 | 431 | +304 | 88  |
| 2    | RC Toulon              | 26 | 16 | 0 | 10 | 89 | 35 | 11 | 7  | 764 | 446 | +318 | 82  |
| 3    | Montpellier HR         | 26 | 18 | 0 | 8  | 68 | 49 | 7  | 2  | 723 | 569 | +154 | 81  |
| 4    | Racing 92              | 26 | 18 | 1 | 7  | 62 | 36 | 5  | 2  | 614 | 522 | +92  | 81  |
| 5    | Stade toulousain       | 26 | 16 | 2 | 8  | 76 | 33 | 7  | 4  | 680 | 393 | +287 | 79  |
| 6    | Castres olympique      | 26 | 15 | 0 | 11 | 67 | 35 | 6  | 5  | 650 | 496 | +154 | 71  |
| 7    | Union Bordeaux Bègles  | 26 | 14 | 2 | 10 | 44 | 45 | 3  | 4  | 552 | 503 | +49  | 67  |
| 8    | CA Brive               | 26 | 13 | 1 | 12 | 42 | 48 | 4  | 4  | 540 | 544 | -4   | 62  |
| 9    | Stade rochelais        | 26 | 11 | 0 | 15 | 49 | 60 | 4  | 6  | 553 | 656 | -103 | 54  |
| 10   | FC Grenoble            | 26 | 10 | 0 | 16 | 58 | 90 | 4  | 3  | 605 | 779 | -174 | 47  |
| 11   | Section paloise P      | 26 | 10 | 1 | 15 | 30 | 73 | 1  | 3  | 420 | 675 | -255 | 46  |
| 12   | Stade français Paris T | 26 | 9  | 0 | 17 | 44 | 60 | 2  | 3  | 543 | 631 | -88  | 41  |
| 13   | SU Agen P              | 26 | 5  | 0 | 21 | 47 | 99 | 1  | 5  | 531 | 846 | -315 | 26  |
| 14   | Oyonnax Rugby          | 26 | 5  | 0 | 21 | 37 | 92 | 2  | 2  | 429 | 847 | -418 | 24  |

### Challenge européen
Dans le Challenge européen le Football club de Grenoble rugby fait partie de la poule 5 et est opposé aux Anglais du London Irish, aux Écossais d'Édimbourg et aux Français du SU Agen.
Phase de poule
| - Édimbourg - FC Grenoble : 28-10 - FC Grenoble - London Irish : 27-20 - SU Agen - FC Grenoble : 20-40 BO | - FC Grenoble - SU Agen : 48-45 BO - London Irish - FC Grenoble : 18-28 - FC Grenoble - Édimbourg : 34-23 |

Avec 5 victoires et 1 défaite, le FC Grenoble termine 1er de la poule 5 et se qualifie pour les quarts de finale.
| Rang | Équipe          | J | V | N | D | Em | Ee | Bo | Bd | Pm  | Pe  | Diff | Pts |
| ---- | --------------- | - | - | - | - | -- | -- | -- | -- | --- | --- | ---- | --- |
| 1    | FC Grenoble     | 6 | 5 | 0 | 1 | 22 | 19 | 2  | 0  | 187 | 154 | +33  | 22  |
| 2    | London Irish    | 6 | 3 | 0 | 3 | 25 | 11 | 3  | 2  | 170 | 106 | +64  | 17  |
| 3    | Édimbourg Rugby | 6 | 4 | 0 | 2 | 14 | 12 | 1  | 0  | 125 | 103 | +22  | 17  |
| 4    | SU Agen         | 6 | 0 | 0 | 6 | 13 | 32 | 1  | 1  | 98  | 217 | -119 | 2   |

#### Phase finale
Quart de finale:
FC Grenoble - Connacht  :  33-32
Équipe victorieuse face au Connacht Rugby, le futur vainqueur du Pro12 :
1. Sona Taumalolo puis Fabien Barcella 2. Loïck Jammes 3. Dayna Edwards puis Rossouw de Klerk (en)
4. Ben Hand puis Mathias Marie  5. Peter Kimlin
6. Stephen Setephano  8. Rory Grice puis Fabien Alexandre  7. Mahamadou Diaby
9. Charl McLeod 10. Jonathan Wisniewski
11. Lucas Dupont 12. Nigel Hunt puis Fabrice Estebanez  13. Chris Farrell 14. Maritino Nemani (en)
15. Gio Aplon
Demi-finale:
 Harlequins - FC Grenoble :  30-6

## Effectif
| Nom                       | Poste                  | Naissance        | Nationalité sportive | Sélections | Dernier club              | Arrivée au club (année) | JIFF     |
| ------------------------- | ---------------------- | ---------------- | -------------------- | ---------- | ------------------------- | ----------------------- | -------- |
| Fabien Barcella           | Pilier                 | 27 octobre 1983  | France               |            | RC Toulon                 | 2015                    | JIFF     |
| Denis Coulson             | Pilier                 | 15 juin 1994     | Irlande              | -          | Lansdowne RFC             | 2014                    | JIFF     |
| Alexandre Dardet          | Pilier                 | 31 janvier 1993  | France               | -          | Formé au club             | 2013                    | JIFF     |
| Rossouw de Klerk (en)     | Pilier                 | 21 août 1989     | Afrique du Sud       | -          | Glasgow Warriors          | 2015                    | Non jiff |
| Walter Desmaison          | Pilier                 | 18 octobre 1991  | France               | -          | Racing 92                 | 2015                    | JIFF     |
| Dayna Edwards             | Pilier                 | 14 mars 1985     | Australie            | -          | Queensland Reds           | 2010                    | Non jiff |
| Paea Fa'anunu             | Pilier                 | 4 novembre 1988  | Tonga                | -          | Castres olympique         | 2015                    | Non jiff |
| Kevin Goze                | Pilier                 | 4 novembre 1992  | France               | -          | Formé au club             | 2011                    | JIFF     |
| Alisona Taumalolo         | Pilier                 | 13 novembre 1981 | Tonga                |            | Racing 92                 | 2015                    | Non jiff |
| Laurent Bouchet           | Talonneur              | 23 août 1988     | France               | -          | Formé au club             | 2007                    | JIFF     |
| Anthony Hegarty           | Talonneur              | 11 mai 1987      | Australie            | -          | Brumbies                  | 2012                    | Non jiff |
| Arnaud Héguy              | Talonneur              | 23 janvier 1985  | France               | -          | Biarritz olympique        | 2014                    | JIFF     |
| Loïck Jammes              | Talonneur              | 10 novembre 1994 | France               | -          | Formé au club             | 2014                    | JIFF     |
| Ben Hand                  | Deuxième ligne         | 24 avril 1982    | Australie            | -          | Brumbies                  | 2012                    | Non jiff |
| Mathias Marie             | Deuxième ligne         | 9 janvier 1991   | France               | -          | Biarritz olympique        | 2015                    | JIFF     |
| James Percival            | Deuxième ligne         | 9 novembre 1983  | Angleterre           | -          | Worcester Warriors        | 2015                    | Non jiff |
| Hendrik Roodt             | Deuxième ligne         | 6 novembre 1987  | Afrique du Sud       | -          | Lions                     | 2013                    | Non jiff |
| Fabien Alexandre          | Troisième ligne aile   | 14 mai 1985      | France               | -          | Biarritz olympique        | 2011                    | JIFF     |
| Jonathan Best             | Troisième ligne aile   | 2 août 1983      | France               | -          | Formé au club             | 2005                    | JIFF     |
| Mahamadou Diaby           | Troisième ligne aile   | 15 août 1990     | France               | -          | US Oyonnax                | 2014                    | JIFF     |
| Peter Kimlin              | Troisième ligne aile   | 11 juillet 1985  | Australie            |            | Brumbies                  | 2013                    | Non jiff |
| Stephen Setephano         | Troisième ligne aile   | 15 avril 1984    | Îles Cook            |            | Red Hurricanes            | 2015                    | Non jiff |
| Henry Vanderglas          | Troisième ligne aile   | 9 mai 1986       | Australie            | -          | Bristol                   | 2012                    | Non jiff |
| Rory Grice                | Troisième ligne centre | 2 avril 1990     | Nouvelle-Zélande     | -          | Waikato                   | 2014                    | Non jiff |
| Dylan Hayes               | Troisième ligne centre | 11 février 1994  | Nouvelle-Zélande     | -          | Hutt Old Boys-Marist (en) | 2014                    | JIFF     |
| James Hart                | Demi de mêlée          | 28 juillet 1991  | Irlande              | -          | Clontarf                  | 2011                    | JIFF     |
| Christophe Loustalot (en) | Demi de mêlée          | 7 avril 1992     | France               | -          | Aviron bayonnais          | 2015                    | JIFF     |
| Charl McLeod              | Demi de mêlée          | 5 août 1983      | Afrique du Sud       |            | Sharks                    | 2014                    | Non jiff |
| Lilian Saseras            | Demi de mêlée          | 27 juin 1994     | France               | -          | Formé au club             | 2013                    | JIFF     |
| Gilles Bosch              | Demi d'ouverture       | 12 juillet 1990  | France               | -          | US Carcassonne            | 2015                    | JIFF     |
| Jonathan Wisniewski       | Demi d'ouverture       | 16 juillet 1985  | France               | -          | Racing Métro 92           | 2014                    | JIFF     |
| Fabrice Estebanez         | Centre                 | 26 décembre 1981 | France               |            | Lyon OU                   | 2015                    | JIFF     |
| Chris Farrell             | Centre                 | 16 mars 1993     | Irlande              | -          | Ulster Rugby              | 2014                    | JIFF     |
| Clément Gelin             | Centre                 | 8 novembre 1993  | France               | -          | Formé au club             | 2014                    | JIFF     |
| Nigel Hunt                | Centre                 | 14 mai 1983      | Nouvelle-Zélande     | -          | Bay of Plenty             | 2010                    | Non jiff |
| Xavier Mignot             | Centre                 | 27 janvier 1994  | France               | -          | CS Bourgoin-Jallieu       | 2014                    | JIFF     |
| Jackson Willison          | Centre                 | 5 septembre 1988 | Nouvelle-Zélande     | -          | Blues                     | 2014                    | Non jiff |
| Armand Batlle             | Ailier                 | 12 avril 1987    | France               | -          | US Colomiers              | 2015                    | JIFF     |
| Lucas Dupont              | Ailier                 | 19 mars 1990     | France               | -          | Montpellier HR            | 2015                    | JIFF     |
| Daniel Kilioni            | Ailier                 | 22 février 1993  | Tonga                | -          | IRB 7 Gold Coast          | 2013                    | JIFF     |
| Maritino Nemani           | Ailier                 | 25 mai 1991      | Fidji                | -          | Hawke's Bay               | 2015                    | Non jiff |
| Gio Aplon                 | Arrière                | 6 octobre 1982   | Afrique du Sud       |            | Stormers                  | 2014                    | Non jiff |
| Robinson Caire            | Arrière                | 24 janvier 1994  | France               | -          | Formé au club             | 2013                    | JIFF     |
| Fabien Gengenbacher       | Arrière                | 13 janvier 1984  | France               | -          | Lyon OU                   | 2006                    | JIFF     |

### Staff
Directeur sportif
- Fabrice Landreau

Entraîneurs
- Sylvain Bégon (avants, jusqu'au 03/12/2015)
- Philippe Doussy (skills et kicking)
- Bernard Jackman (jeu général)
- Mike Prendergast (trois-quarts)

Préparateurs physiques
- Gareth Adamson
- Frédéric Voulat
- Patrick Chassaing

Staff médical
- Cédric Fourrier (kinésithérapeute)
- Florent Vejux (médecin)

Autres
- Bruno Delatte (assistant)
- Andrew Farley (team manager)
- Cyril Villain (analyste vidéo)

## Statistiques

### Statistiques collectives

#### Top 14
Attaque
- Points de bonus offensif : 3
- Points inscrits : 403 (25,2 par match), 4e attaque sur 14
- Essais inscrits : 41 (2,6 par match)
- Transformations inscrites : 27 (1,7 par match)
- Pénalités inscrites : 47 (2,9 par match)
- Drops inscrits : 1

Défense
- Points de bonus défensif : 2
- Points encaissés : 445 (27,8 par match), 12e défense sur 14
- Essais encaissés : 50 (3,1 par match)
- Transformations encaissées : 39 (2,4 par match)
- Pénalités encaissées : 39 (2,4 par match)
- Drops encaissés : 0

Équipe-type
1. Taumalolo (450 minutes) 2. Héguy (866 minutes) 3. Edwards (720 minutes)
4. Hand (940 minutes) 5. Roodt (795 minutes)
6. Kimlin (706 minutes) 8. Grice (1095 minutes) 7. Setephano (613 minutes)
9. McLeod (880 minutes) 10. Wisniewski (947 minutes)
11. Mignot (707 minutes) 12. Hunt (778 minutes) 13. Farrell (815 minutes) 14. Dupont (658 minutes)
15. Aplon (1115 minutes)

#### Challenge européen
A jour au 15 avril 2016
Attaque
- 4e attaque sur 20 en phase de groupe
- Points de bonus offensif (phase de groupe) : 2
- Points inscrits : 220 (31,4 par match)
- Essais inscrits : 25 (3,6 par match)
- Transformations inscrites : 22 (3,1 par match), 88 % de réussite
- Pénalités inscrites : 16 (2,3 par match)
- Drops inscrits : 1

Défense
- 16e défense sur 20 en phase de groupe
- Points de bonus défensif: 0
- Points encaissés : 186 (26,6 par match)
- Essais encaissés : 23 (3,3 par match)
- Transformations encaissées : 16 (2,3 par match)
- Pénalités encaissées : 13 (1,9 par match)
- Drops encaissés : 0

Équipe-type
1. Taumalolo (292 minutes) 2. Jammes (241 minutes) 3. Edwards (250 minutes)
4. Hand (306 minutes) 5. Kimlin (350 minutes)
6. Alexandre (408 minutes) 8. Setephano (266 minutes) 7. Vanderglas (328 minutes)
9. McLeod (294 minutes) 10. Wisniewski (287 minutes)
11. Dupont (250 minutes) 12. Hunt (406 minutes) 13. Farrell (400 minutes) 14. Kilioni (334 minutes)
15. Aplon (320 minutes)

### Statistiques individuelles

#### Top 14
Meilleur buteur
A jour au 5 mars 2016

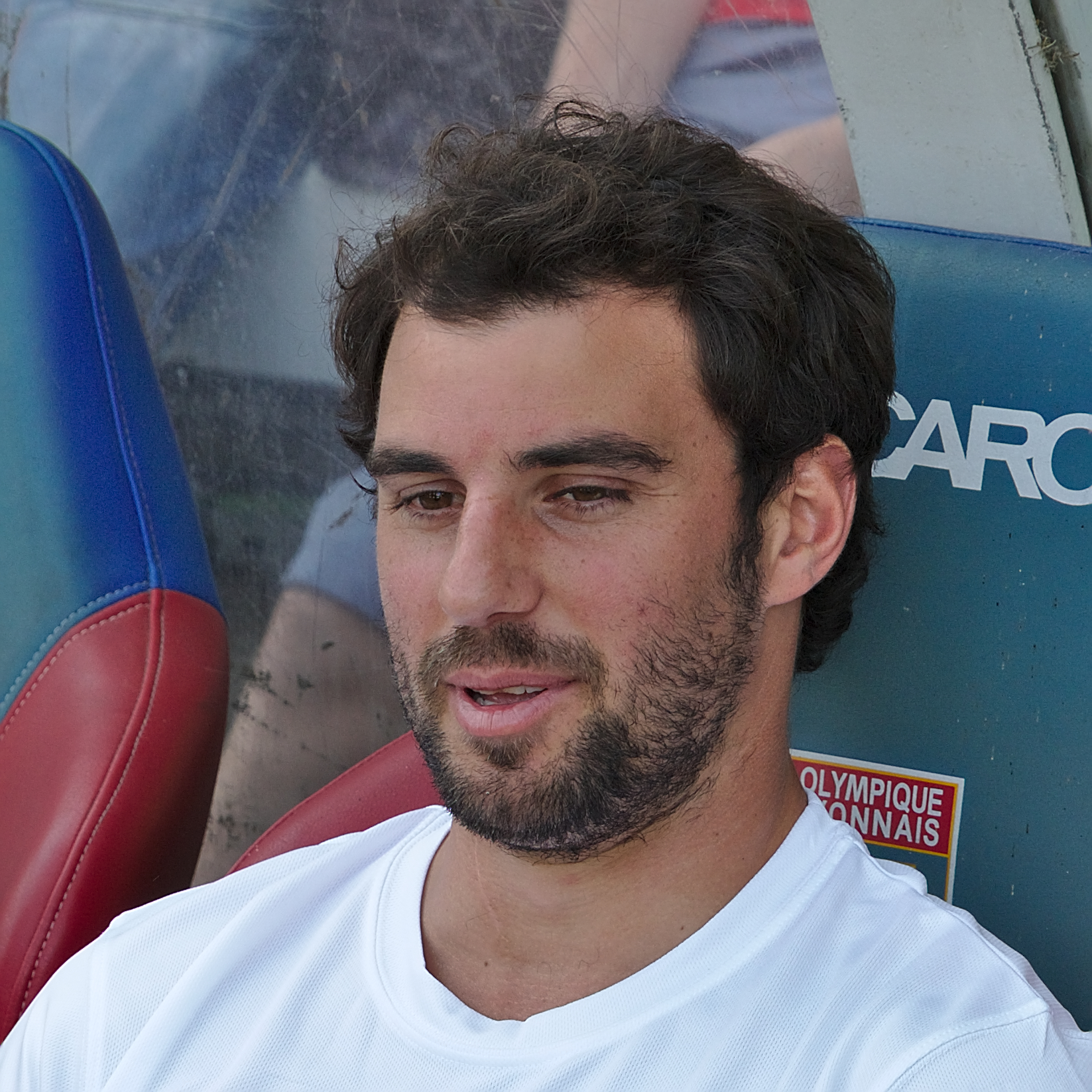
Jonathan Wisniewski
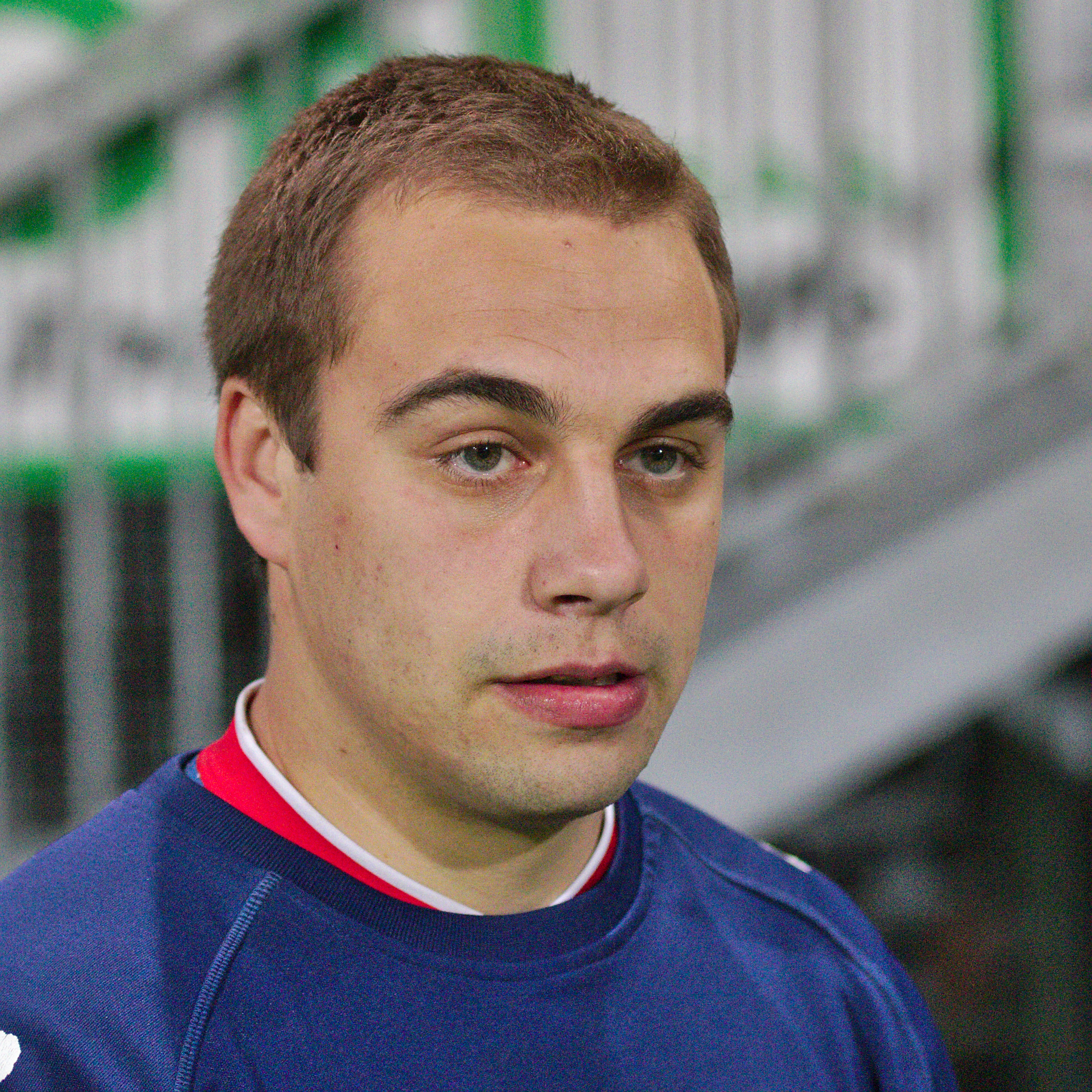
James Hart
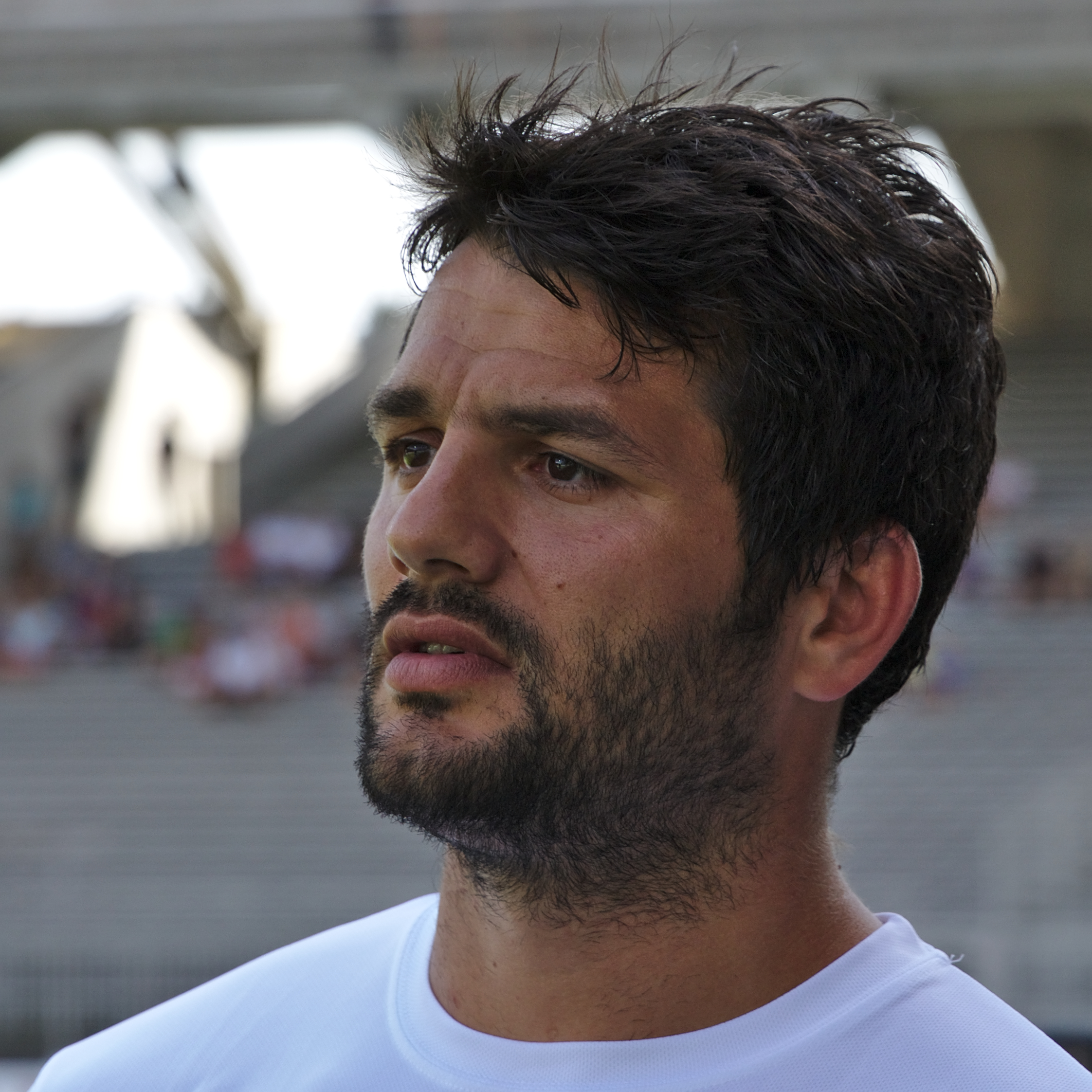
Fabrice Estebanez

| Rang             | Joueur               | Poste            | Points | Transf.   | Pén.      | Drops    |
| ---------------- | -------------------- | ---------------- | ------ | --------- | --------- | -------- |
| 1                | Jonathan Wisniewski  | Demi d'ouverture | 162    | 18        | 41        | 1        |
| 2                | Gilles Bosch         | Demi d'ouverture | 17     | 4         | 3         | 0        |
| 3                | James Hart           | Demi de mêlée    | 13     | 2         | 3         | 0        |
| 4                | Fabrice Estebanez    | Centre           | 4      | 2         | 0         | 0        |
| 5                | Christophe Loustalot | Demi de mêlée    | 2      | 1         | 0         | 0        |
| Total (réussite) | Total (réussite)     | Total (réussite) | 198    | 27 (66 %) | 47 (85 %) | 1 (17 %) |

Meilleur marqueur
A jour au 5 mars 2016

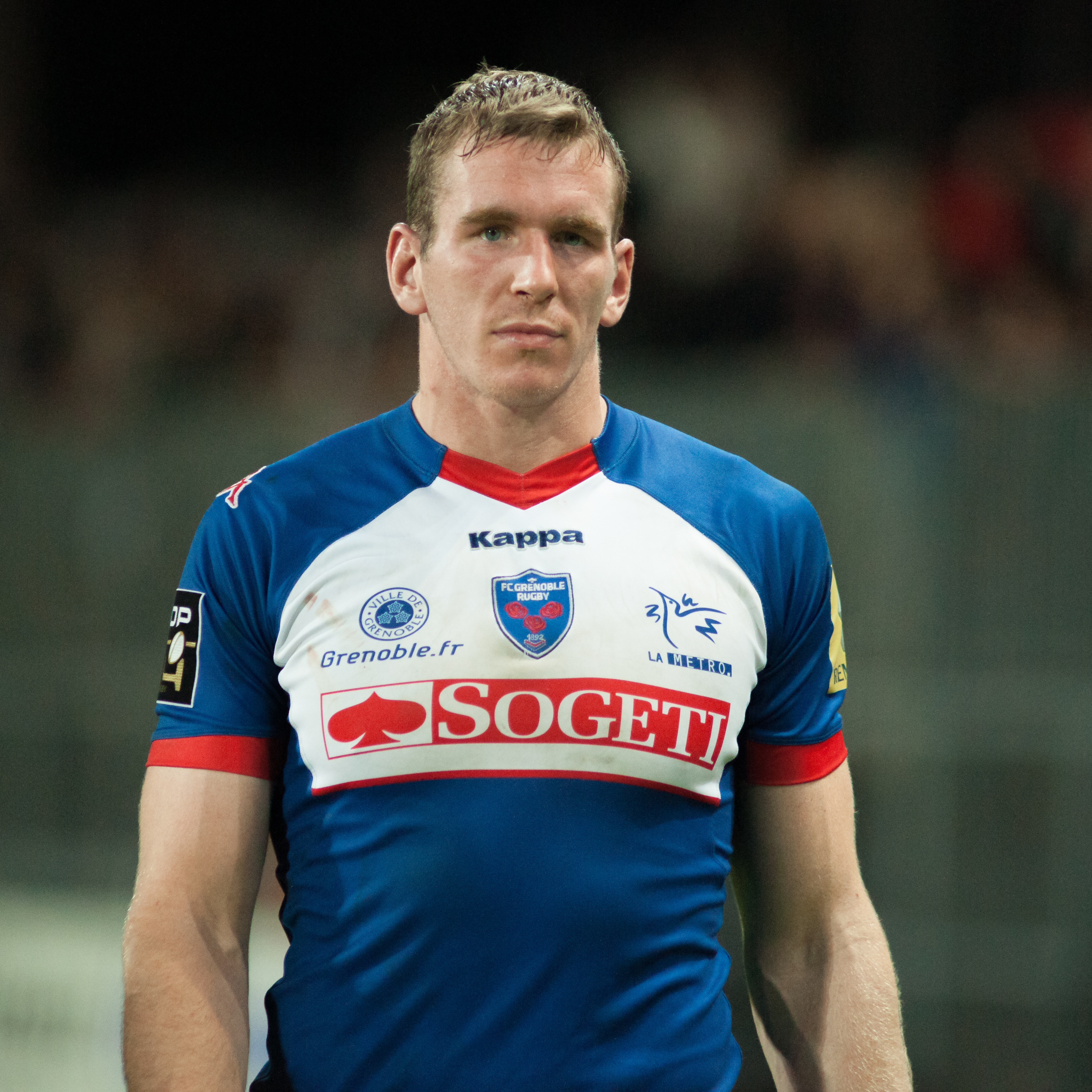
Chris Farrell
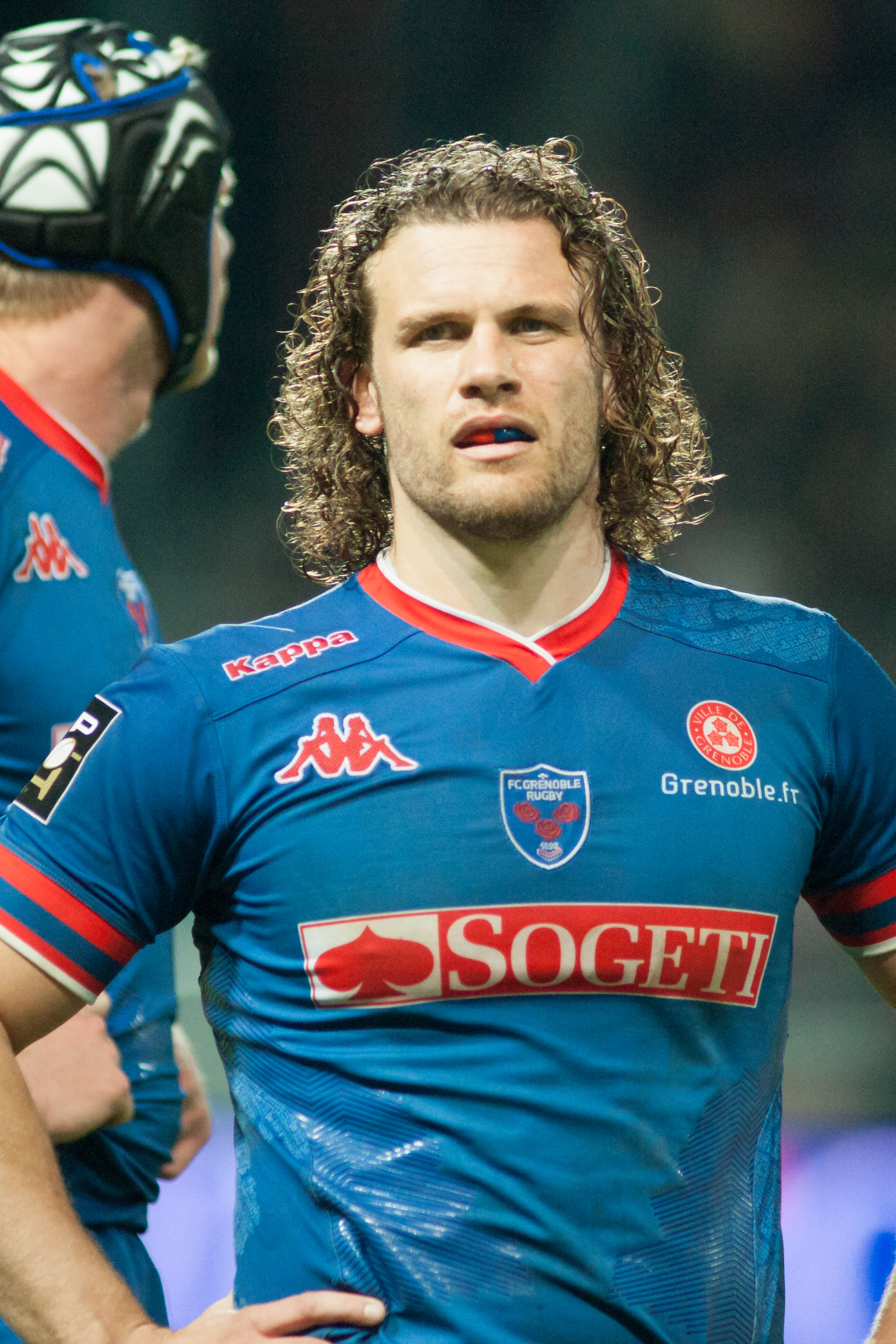
Fabien Alexandre
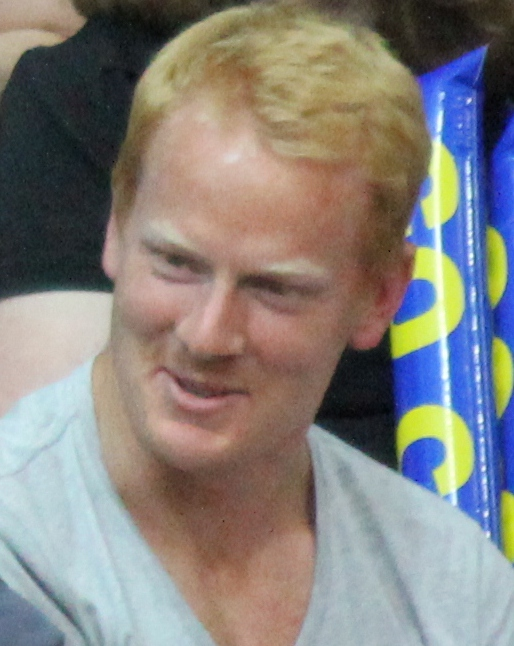
Peter Kimlin

| Rang              | Joueur                | Poste             | Essais   |
| ----------------- | --------------------- | ----------------- | -------- |
| 1                 | Rory Grice            | Troisième ligne   | 5        |
| 2                 | Chris Farrell         | Centre            | 4        |
| 3                 | Fabien Alexandre      | Troisième ligne   | 3        |
| -                 | Gio Aplon             | Arrière           | 3        |
| -                 | Arnaud Héguy          | Talonneur         | 3        |
| -                 | Peter Kimlin          | Troisième ligne   | 3        |
| 7                 | Nigel Hunt            | Centre            | 2        |
| -                 | Xavier Mignot         | Centre            | 2        |
| -                 | de pénalité           | -                 | 2        |
| 9                 | Armand Batlle         | Ailier            | 1        |
| -                 | Gilles Bosch          | Demi d'ouverture  | 1        |
| -                 | Laurent Bouchet       | Talonneur         | 1        |
| -                 | Fabrice Estebanez     | Centre            | 1        |
| -                 | Fabien Gengenbacher   | Arrière           | 1        |
| -                 | Anthony Hegarty       | Talonneur         | 1        |
| -                 | Loïck Jammes          | Talonneur         | 1        |
| -                 | Rossouw de Klerk (en) | Pilier            | 1        |
| -                 | Charl McLeod          | Demi de mêlée     | 1        |
| -                 | Maritino Nemani       | Ailier            | 1        |
| -                 | James Percival        | Deuxième ligne    | 1        |
| -                 | Hendrik Roodt         | Deuxième ligne    | 1        |
| -                 | Stephen Setephano     | Troisième ligne   | 1        |
| -                 | Jonathan Wisniewski   | Demi d'ouverture  | 1        |
| Total (par match) | Total (par match)     | Total (par match) | 41 (2,6) |

Discipline
A jour au 5 mars 2016
| Rang  | Joueur                | Poste            | Carton rouge | Carton jaune |
| ----- | --------------------- | ---------------- | ------------ | ------------ |
| 1     | Alisona Taumalolo     | Pilier           | 1            | 2            |
| 2     | Armand Batlle         | Ailier           | 0            | 1            |
| -     | Jonathan Best         | Troisième ligne  | 0            | 1            |
| -     | Walter Desmaison      | Pilier           | 0            | 1            |
| -     | Nigel Hunt            | Centre           | 0            | 1            |
| -     | Peter Kimlin          | Troisième ligne  | 0            | 1            |
| -     | Rossouw de Klerk (en) | Pilier           | 0            | 1            |
| -     | Maritino Nemani       | Ailier           | 0            | 1            |
| -     | James Percival        | Deuxième ligne   | 0            | 1            |
| -     | Hendrik Roodt         | Deuxième ligne   | 0            | 1            |
| -     | Jonathan Wisniewski   | Demi d'ouverture | 0            | 1            |
| Total | Total                 | Total            | 1            | 12           |

#### Challenge européen
A jour au 15 avril 2016
Meilleur buteur

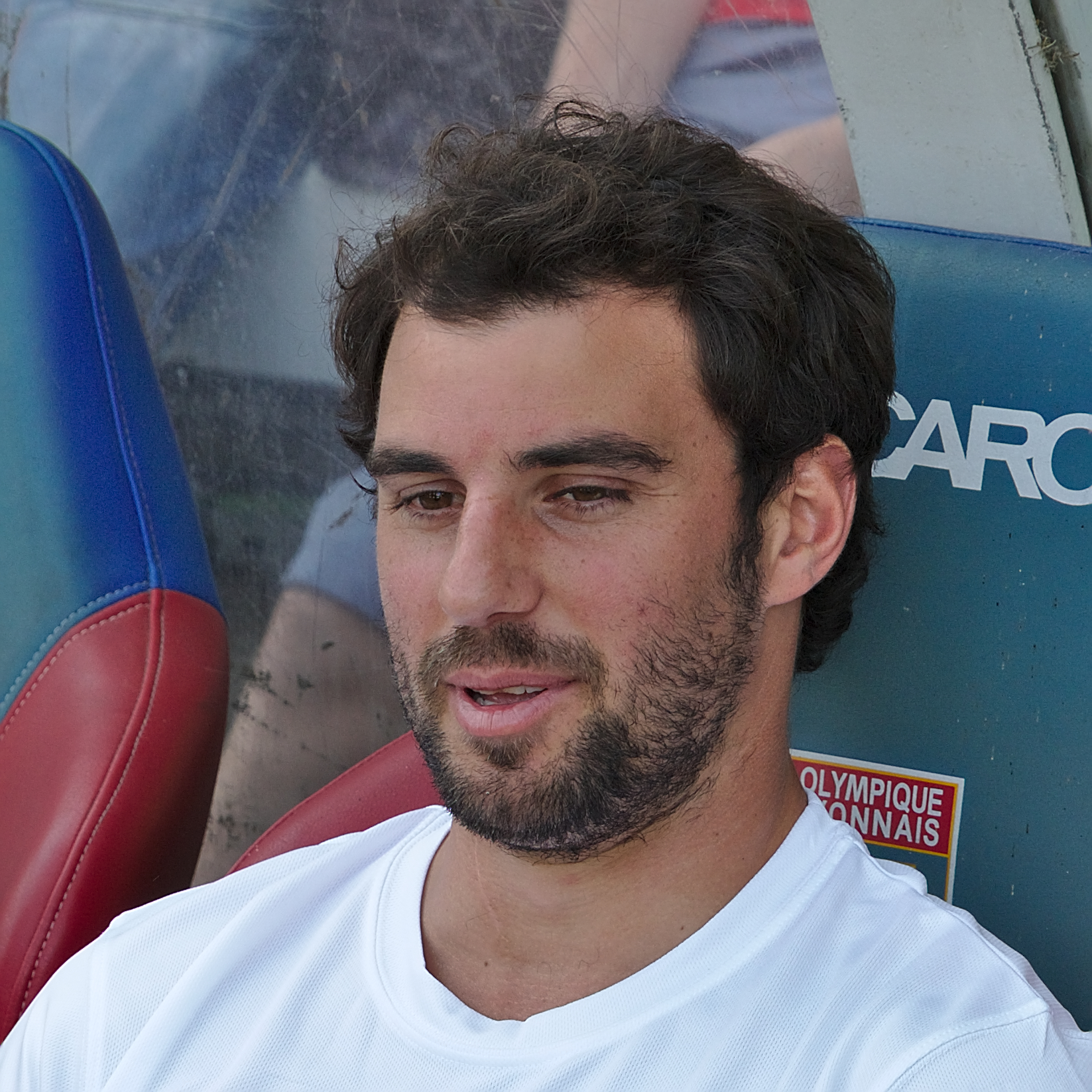
Jonathan Wisniewski
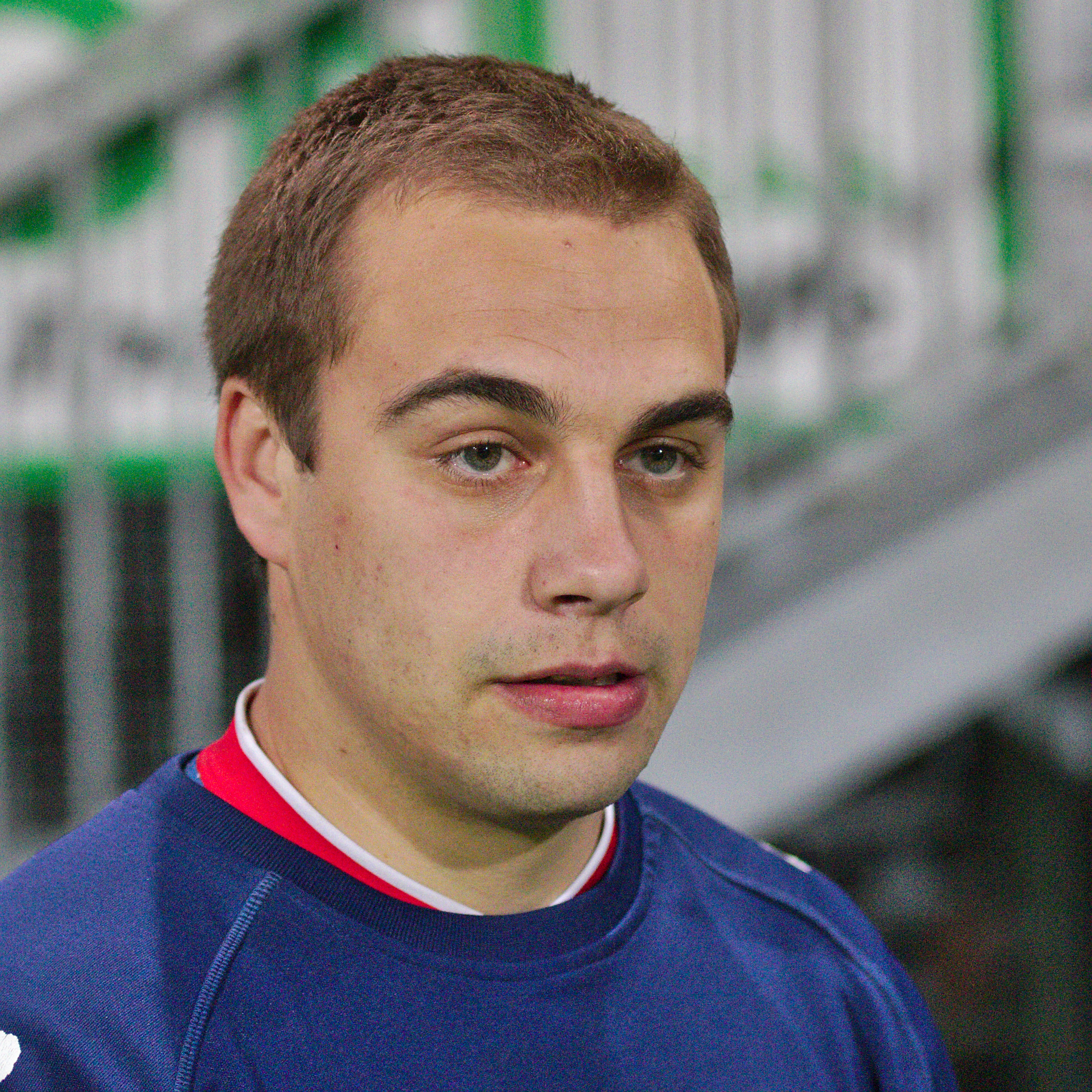
James Hart
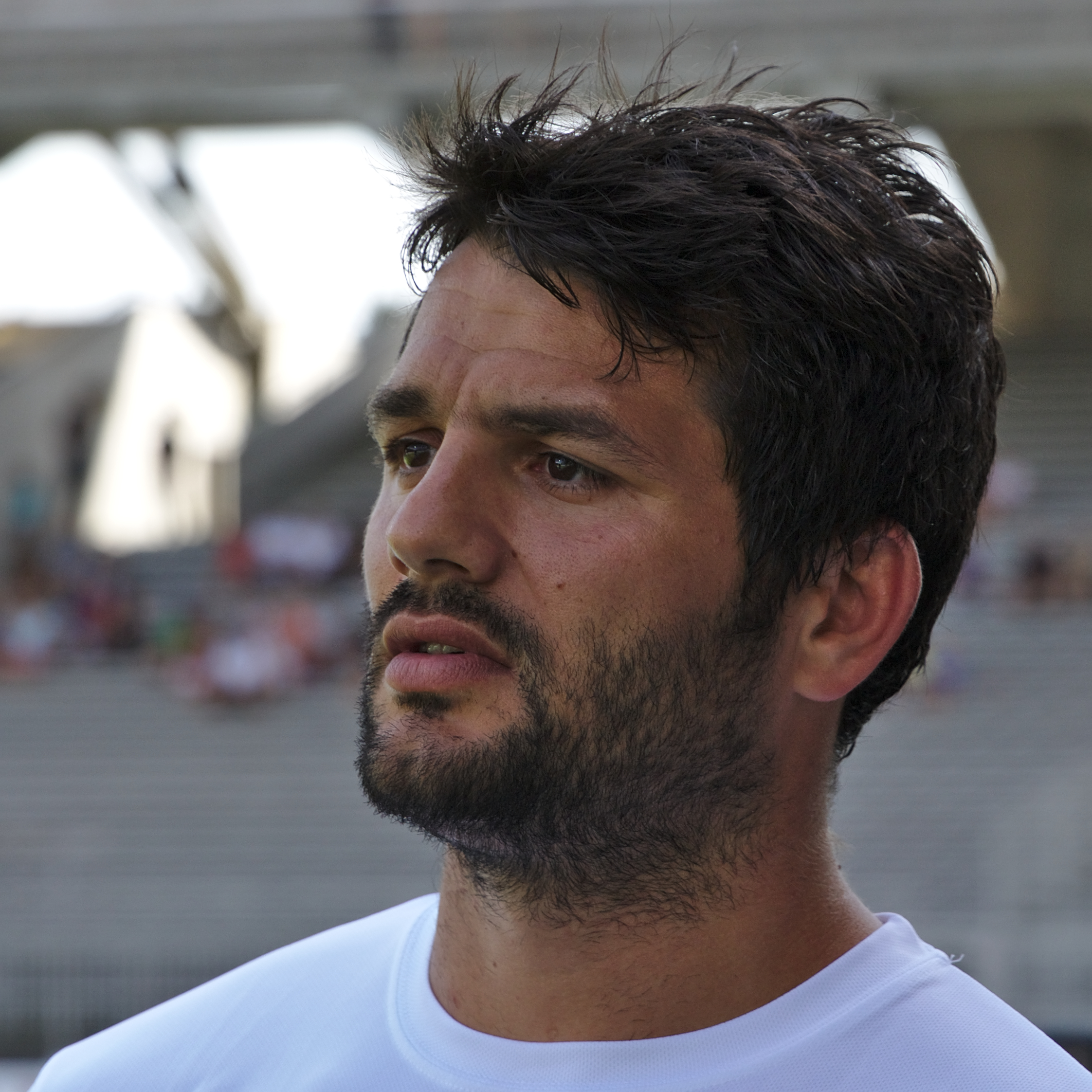
Fabrice Estebanez

| Rang  | Joueur               | Poste            | Points | Transf. | Pén. | Drops |
| ----- | -------------------- | ---------------- | ------ | ------- | ---- | ----- |
| 1     | Jonathan Wisniewski  | Demi d'ouverture | 62     | 10      | 13   | 1     |
| 2     | Gilles Bosch         | Demi d'ouverture | 24     | 9       | 2    | 0     |
| 3     | Christophe Loustalot | Demi de mêlée    | 4      | 2       | 0    | 0     |
| 4     | James Hart           | Demi de mêlée    | 3      | 0       | 1    | 0     |
| 5     | Fabrice Estebanez    | Centre           | 2      | 1       | 0    | 0     |
| Total | Total                | Total            | Total  | 22      | 16   | 1     |

Meilleur marqueur

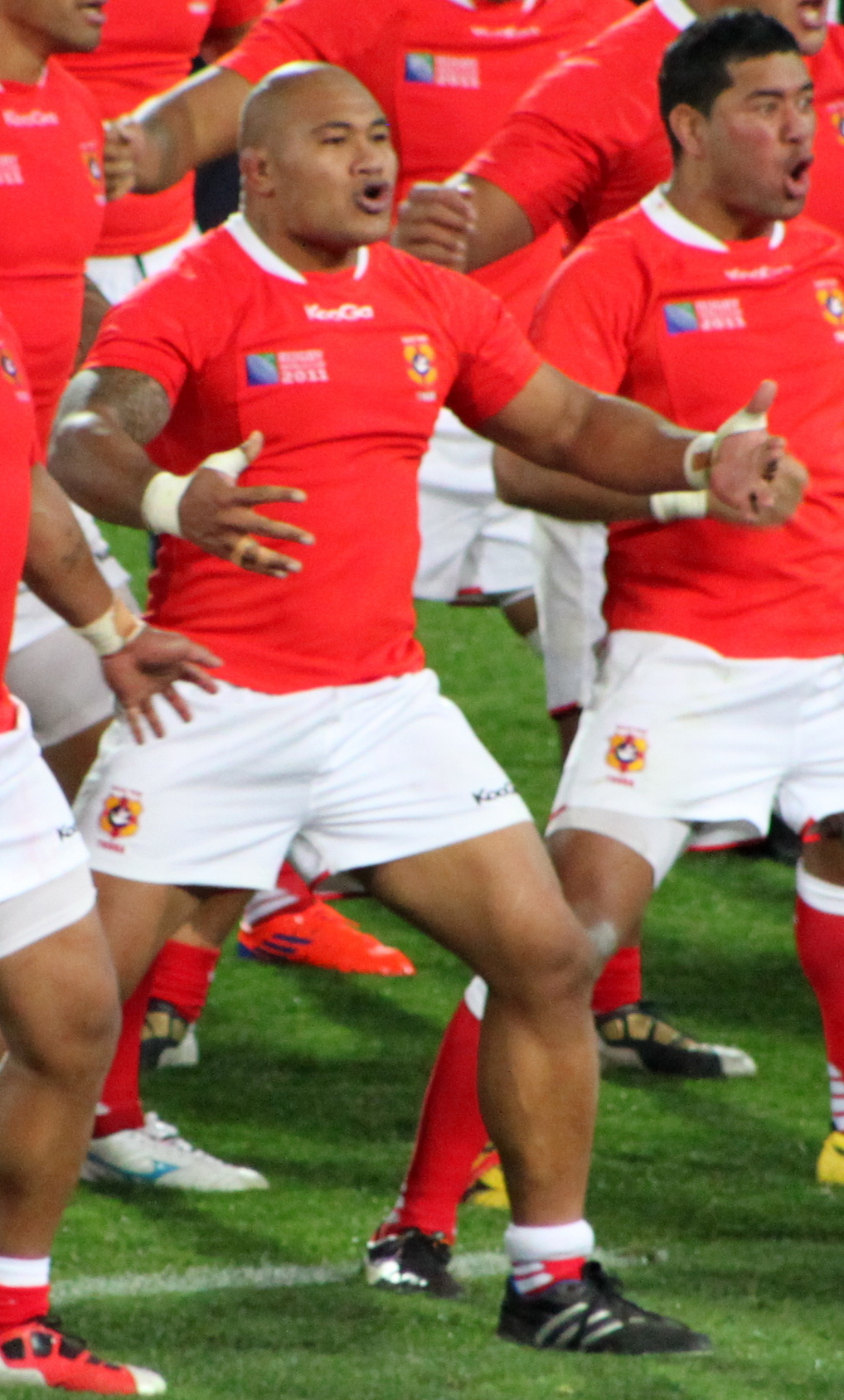
Alisona Taumalolo
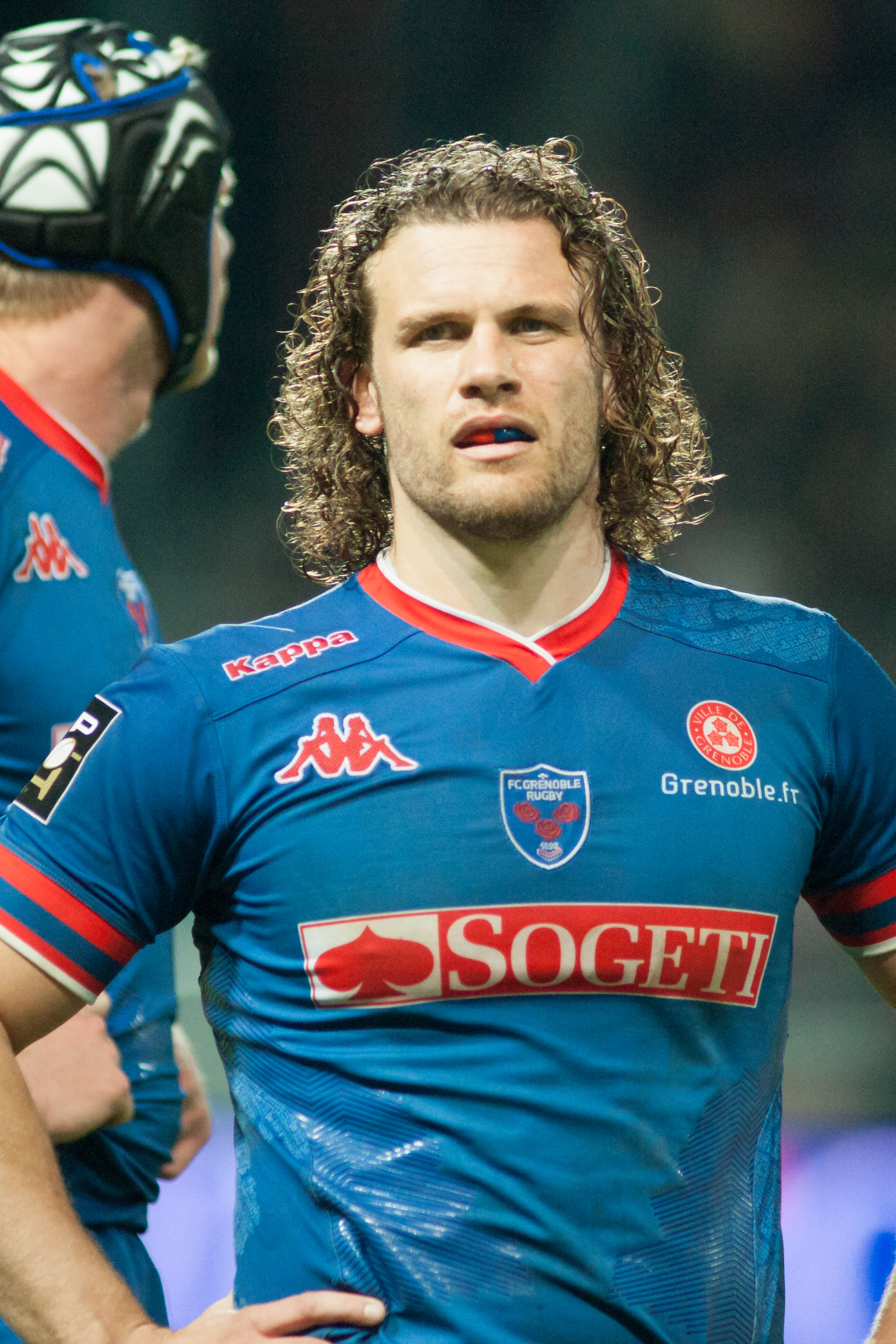
Fabien Alexandre
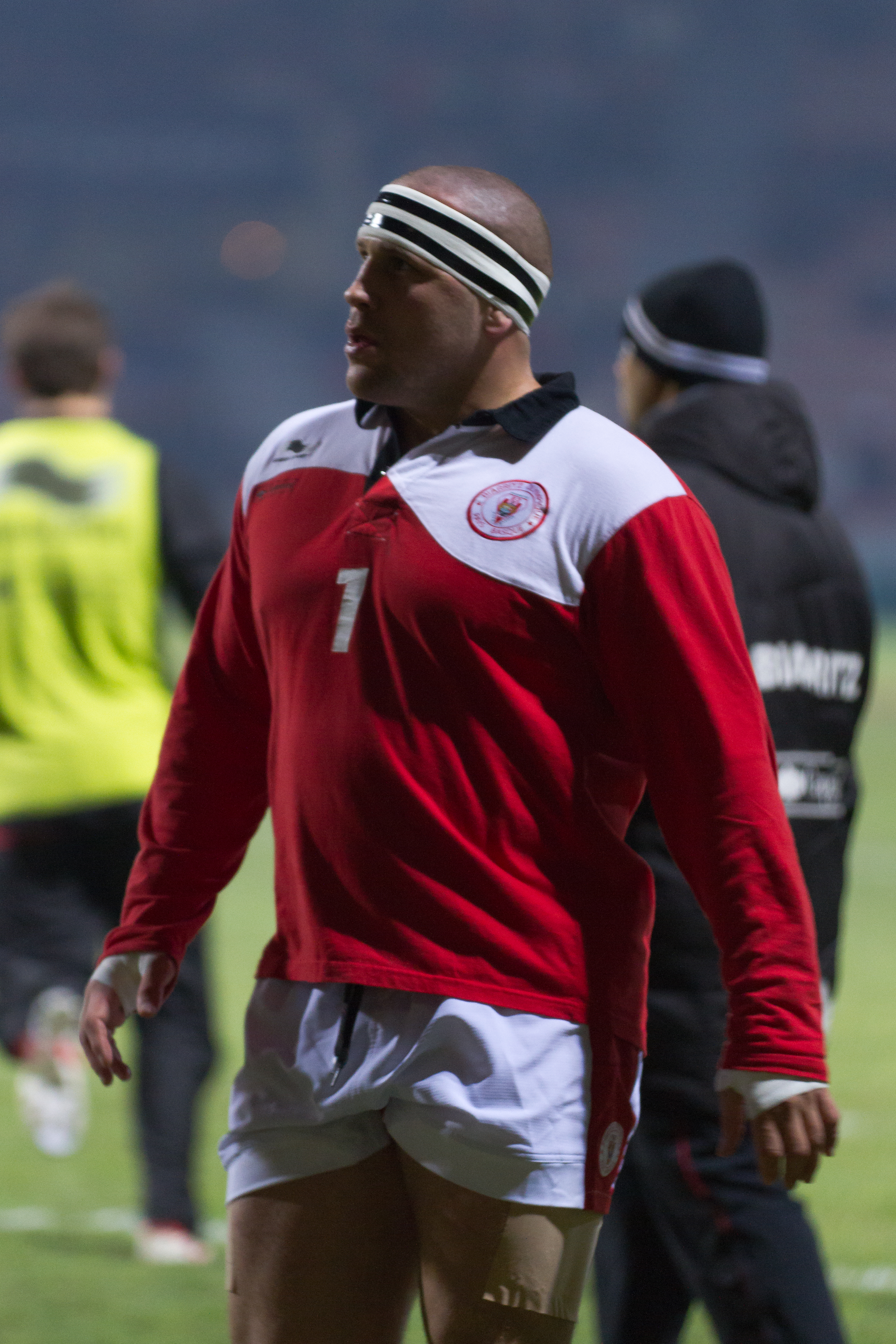
Fabien Barcella

| Rang              | Joueur              | Poste             | Essais   |
| ----------------- | ------------------- | ----------------- | -------- |
| 1                 | Alisona Taumalolo   | Pilier            | 3        |
| 2                 | Gio Aplon           | Arrière           | 2        |
| -                 | Clément Gelin       | Centre            | 2        |
| -                 | Arnaud Héguy        | Talonneur         | 2        |
| -                 | Nigel Hunt          | Centre            | 2        |
| -                 | Xavier Mignot       | Centre            | 2        |
| -                 | Maritino Nemani     | Ailier            | 2        |
| 8                 | Fabien Alexandre    | Troisième ligne   | 1        |
| -                 | Fabien Barcella     | Pilier            | 1        |
| -                 | Armand Batlle       | Ailier            | 1        |
| -                 | Mahamadou Diaby     | Troisième ligne   | 1        |
| -                 | Lucas Dupont        | Ailier            | 1        |
| -                 | Fabrice Estebanez   | Centre            | 1        |
| -                 | Daniel Kilioni      | Ailier            | 1        |
| -                 | Charl McLeod        | Demi de mêlée     | 1        |
| -                 | Jonathan Wisniewski | Demi d'ouverture  | 1        |
| -                 | de pénalité         | -                 | 1        |
| Total (par match) | Total (par match)   | Total (par match) | 25 (3,6) |

Discipline
| Rang  | Joueur            | Poste           | Carton rouge | Carton jaune |
| ----- | ----------------- | --------------- | ------------ | ------------ |
| 1     | Maritino Nemani   | Ailier          | 1            | 0            |
| 2     | Fabien Alexandre  | Troisième ligne | 0            | 1            |
| -     | Jonathan Best     | Troisième ligne | 0            | 1            |
| -     | Laurent Bouchet   | Talonneur       | 0            | 1            |
| -     | Fabrice Estebanez | Centre          | 0            | 1            |
| -     | Ben Hand          | Deuxième ligne  | 0            | 1            |
| Total | Total             | Total           | 1            | 5            |

### Affluences
Affluence du FC Grenoble à domicile.
Affluence moyenne Top 14: -
Affluence moyenne Challenge Européen: 10505

## Xavier Mignotenéquipe nationale
Il connaît sa première sélection le 19 juin 2016 face à l'Argentine au Stade Monumental José Fierro à San Miguel de Tucumán.